# Camera euryaspis
Camera euryaspis är en stekelart som först beskrevs av Cameron 1885.  Camera euryaspis ingår i släktet Camera och familjen brokparasitsteklar. Inga underarter finns listade.